# Chauny
Chauny és un municipi francès situat al departament de l'Aisne i a la regió dels Alts de França. L'any 2007 tenia 12.518 habitants.

## Demografia

### Població
El 2007 la població de fet de Chauny era de 12.518 persones. Hi havia 5.329 famílies de les quals 1.857 eren unipersonals (679 homes vivint sols i 1.178 dones vivint soles), 1.448 parelles sense fills, 1.317 parelles amb fills i 707 famílies monoparentals amb fills.
La població ha evolucionat segons el següent gràfic:
Habitants censats

### Habitatges
El 2007 hi havia 5.995 habitatges, 5.449 eren l'habitatge principal de la família, 71 eren segones residències i 475 estaven desocupats. 3.707 eren cases i 2.229 eren apartaments. Dels 5.449 habitatges principals, 2.393 estaven ocupats pels seus propietaris, 2.844 estaven llogats i ocupats pels llogaters i 212 estaven cedits a títol gratuït; 136 tenien una cambra, 538 en tenien dues, 1.256 en tenien tres, 1.840 en tenien quatre i 1.679 en tenien cinc o més. 3.318 habitatges disposaven pel capbaix d'una plaça de pàrquing. A 2.924 habitatges hi havia un automòbil i a 1.135 n'hi havia dos o més.

### Piràmide de població
La piràmide de població per edats i sexe el 2009 era:
| Homes | Edats   | Dones |
| ----- | ------- | ----- |
| 4     | 95 o +  | 28    |
| 8     | 90 a 94 | 96    |
| 8     | 85 a 89 | 140   |
| 52    | 80 a 84 | 84    |
| 192   | 75 a 79 | 356   |
| 244   | 70 a 74 | 336   |
| 296   | 65 a 69 | 364   |
| 268   | 60 a 64 | 344   |
| 237   | 55 a 59 | 301   |
| 360   | 50 a 54 | 384   |
| 456   | 45 a 49 | 468   |
| 360   | 40 a 44 | 412   |
| 524   | 35 a 39 | 408   |
| 469   | 30 a 34 | 400   |
| 460   | 25 a 29 | 476   |
| 417   | 20 a 24 | 377   |
| 493   | 15 a 19 | 465   |
| 365   | 10 a 14 | 368   |
| 416   | 5 a 9   | 380   |
| 344   | 0 a 4   | 324   |

## Economia
El 2007 la població en edat de treballar era de 7.831 persones, 4.991 eren actives i 2.840 eren inactives. De les 4.991 persones actives 4.150 estaven ocupades (2.364 homes i 1.786 dones) i 841 estaven aturades (396 homes i 445 dones). De les 2.840 persones inactives 675 estaven jubilades, 896 estaven estudiant i 1.269 estaven classificades com a «altres inactius».

### Ingressos
El 2009 a Chauny hi havia 5.345 unitats fiscals que integraven 11.800 persones, la mediana anual d'ingressos fiscals per persona era de 14.400 €.

### Activitats econòmiques
Dels 625 establiments que hi havia el 2007, 9 eren d'empreses extractives, 16 d'empreses alimentàries, 14 d'empreses de fabricació de material elèctric, 26 d'empreses de fabricació d'altres productes industrials, 60 d'empreses de construcció, 164 d'empreses de comerç i reparació d'automòbils, 17 d'empreses de transport, 53 d'empreses d'hostatgeria i restauració, 9 d'empreses d'informació i comunicació, 34 d'empreses financeres, 38 d'empreses immobiliàries, 49 d'empreses de serveis, 96 d'entitats de l'administració pública i 40 d'empreses classificades com a «altres activitats de serveis».
Dels 153 establiments de servei als particulars que hi havia el 2009, 1 era una comissaria de policia, 1 oficina d'administració d'Hisenda pública, 2 oficines del servei públic d'ocupació, 1 gendarmeria, 1 oficina de correu, 9 oficines bancàries, 4 funeràries, 7 tallers de reparació d'automòbils i de material agrícola, 1 taller d'inspecció tècnica de vehicles, 5 autoescoles, 10 paletes, 12 guixaires pintors, 9 fusteries, 7 lampisteries, 7 electricistes, 6 empreses de construcció, 22 perruqueries, 2 veterinaris, 4 agències de treball temporal, 32 restaurants, 7 agències immobiliàries, 2 tintoreries i 1 saló de bellesa.
Dels 101 establiments comercials que hi havia el 2009, 1 era, 6 supermercats, 2 grans superfícies de material de bricolatge, 1 una gran superfície de material de bricolatge, 1 una botiga de més de 120 m², 13 fleques, 10 carnisseries, 1 una botiga de congelats, 5 llibreries, 24 botigues de roba, 7 botigues d'equipament de la llar, 4 sabateries, 4 botigues d'electrodomèstics, 2 botigues de mobles, 4 botigues de material esportiu, 2 drogueries, 4 perfumeries, 4 joieries i 6 floristeries.
L'any 2000 a Chauny hi havia 3 explotacions agrícoles.

## Equipaments sanitaris i escolars
El 2009 hi havia 1 hospital de tractaments de curta durada, 1 hospital de tractaments de mitja durada (seguiment i rehabilitació), 1 un hospital de tractaments de llarga durada, 2 psiquiàtrics, 1 centre d'urgències, 1 maternitat, 1 centre de salut, 6 farmàcies i 5 ambulàncies.
El 2009 hi havia 7 escoles maternals i 7 escoles elementals. A Chauny hi havia 3 col·legis d'educació secundària, 3 liceus d'ensenyament general i 2 liceus tecnològics. Als col·legis d'educació secundària hi havia 1.345 alumnes, als liceus d'ensenyament general n'hi havia 1.753 i als liceus tecnològics 428.
Chauny disposava d'un centre de formació no universitària superior de formació sanitària.

## Poblacions més properes
El següent diagrama mostra les poblacions més properes.